# Coatepeque (Salwador)
Coatepeque – miasto w Salwadorze, w departamencie Santa Ana.